# دميرتشي (نقدة)
دميرتشي هي قرية في مقاطعة نقدة، إيران. يقدر عدد سكانها بـ 76 نسمة بحسب إحصاء 2016.